# Laciniodes plurilinearia
Laciniodes plurilinearia es una especie de polillas perteneciente a la familia Geometridae. La especie fue descrita por primera vez por el entomólogo suizo Frederic Moore en 1868, con distribución en Darjeeling, India.